# Grand Prix Formule 1 van Duitsland 1995
De Grand Prix Formule 1 van Duitsland 1995 werd gehouden op 30 juli 1995 op de Hockenheimring.

## Verslag
Damon Hill startte vanop de pole-position, met Michael Schumacher naast hem.
Nadat hij een goede start maakte, spinde Hill in de eerste bocht in de tweede ronde waardoor hij in het grind terechtkwam.
Schumacher nam de leiding, voor David Coulthard en Gerhard Berger. 
De Oostenrijker kreeg echter een stop-and-go van 10 seconden voor een valse start, hierdoor viel hij terug naar de veertiende plaats, maar hij wist zich wel nog terug te vechten naar de derde plaats.
Benetton had gekozen voor een twee-stop-strategie, die goed uitpakte tegenover de één-stop-strategie van David Coulthard.
De Duitser kon ver genoeg wegrijden, waardoor hij voldoende tijd had om zijn tweede stop uit te voeren. Schumacher werd de eerste Duitser die de Duitse Grand Prix won.

## Uitslag
| Positie | Nummer | Rijder                   | Team               | Ronden | Tijd/Opgave     | Startplaats | Punten |
| ------- | ------ | ------------------------ | ------------------ | ------ | --------------- | ----------- | ------ |
| 1       | 1      | Michael Schumacher       | Benetton-Renault   | 45     | 1:22:56.043     | 2           | 10     |
| 2       | 6      | David Coulthard          | Williams-Renault   | 45     | +5.988          | 3           | 6      |
| 3       | 28     | Gerhard Berger           | Ferrari            | 45     | +1:08.097       | 4           | 4      |
| 4       | 2      | Johnny Herbert           | Benetton-Renault   | 45     | +1:23.436       | 9           | 3      |
| 5       | 29     | Jean-Christophe Boullion | Sauber-Ford        | 44     | +1 Ronde        | 14          | 2      |
| 6       | 25     | Aguri Suzuki             | Ligier-Mugen-Honda | 44     | +1 Ronde        | 18          | 1      |
| 7       | 3      | Ukyo Katayama            | Tyrrell-Yamaha     | 44     | +1 Ronde        | 17          |        |
| 8       | 17     | Andrea Montermini        | Pacific-Ilmor      | 42     | +3 Rondes       | 23          |        |
| 9       | 15     | Eddie Irvine             | Jordan-Peugeot     | 41     | +4 Rondes       | 6           |        |
| DNF     | 8      | Mika Häkkinen            | McLaren-Mercedes   | 33     | Motor           | 7           |        |
| DNF     | 30     | Heinz-Harald Frentzen    | Sauber-Ford        | 32     | Motor           | 11          |        |
| DNF     | 24     | Luca Badoer              | Minardi-Ford       | 28     | Olielek         | 16          |        |
| DNF     | 16     | Giovanni Lavaggi         | Pacific-Ilmor      | 27     | Versnellingsbak | 24          |        |
| DNF     | 22     | Roberto Moreno           | Forti-Ford         | 27     | Aandrijving     | 22          |        |
| DNF     | 14     | Rubens Barrichello       | Jordan-Peugeot     | 20     | Motor           | 5           |        |
| DNF     | 7      | Mark Blundell            | McLaren-Mercedes   | 17     | Motor           | 8           |        |
| DNF     | 26     | Olivier Panis            | Ligier-Mugen-Honda | 13     | Waterlek        | 12          |        |
| DNF     | 27     | Jean Alesi               | Ferrari            | 12     | Motor           | 10          |        |
| DNF     | 23     | Pierluigi Martini        | Minardi-Ford       | 11     | Motor           | 20          |        |
| DNF     | 10     | Taki Inoue               | Arrows-Hart        | 9      | Versnellingsbak | 19          |        |
| DNF     | 21     | Pedro Diniz              | Forti-Ford         | 8      | Remmen          | 21          |        |
| DNF     | 5      | Damon Hill               | Williams-Renault   | 1      | Spin            | 1           |        |
| DNF     | 4      | Mika Salo                | Tyrrell-Yamaha     | 0      | Koppeling       | 13          |        |
| DNF     | 9      | Massimiliano Papis       | Arrows-Hart        | 0      | Versnellingsbak | 15          |        |

## Wetenswaardigheden
- Pierluigi Martini reed zijn laatste Grand Prix.
- Michael Schumacher, Johnny Herbert en Aguri Suzuki vielen stil in de uitloopronde.

## Statistieken
| Pole-position | Damon Hill         | Williams-Renault | 1:44.385 |
| Snelste ronde | Michael Schumacher | Benetton-Renault | 1:48.824 |

## Noot
- Dit was het debuut van de Italiaanse coureur Giovanni Lavaggi.
- Vijfde podiumplaats voor David Coulthard.

1931 · 1932 · 1934 · 1935 · 1936 · 1937 · 1938 · 1939 · 1951 · 1952 · 1953 · 1954 · 1956 · 1957 · 1958 · 1959 · 1961 · 1962 · 1963 · 1964 · 1965 · 1966 · 1967 · 1968 · 1969 · 1970 · 1971 · 1972 · 1973 · 1974 · 1975 · 1976 · 1977 · 1978 · 1979 · 1980 · 1981 · 1982 · 1983 · 1984 · 1985 · 1986 · 1987 · 1988 · 1989 · 1990 · 1991 · 1992 · 1993 · 1994 · 1995 · 1996 · 1997 · 1998 · 1999 · 2000 · 2001 · 2002 · 2003 · 2004 · 2005 · 2006 · 2008 · 2009 · 2010 · 2011 · 2012 · 2013 · 2014 · 2016 · 2018 · 2019